# Conseil exécutif (Révolution française)
Pour les articles homonymes, voir Exécutif et Conseil exécutif.
Le Conseil exécutif provisoire est l'autorité exécutive provisoire constituée le 10 août 1792 par décret de l'Assemblée nationale législative après la suspension du roi Louis XVI et le renvoi de ses ministres. Maintenu sous la Convention, il survécut, malgré son affaiblissement, à la création du Comité de salut public et du gouvernement révolutionnaire, jusqu'à son remplacement par les commissions exécutives le 1er avril 1794.

## Historique
Le 25 juillet 1792, des expressions malvenues dans le manifeste de Brunswick faisaient état de menaces vis-à-vis du peuple. Les armées prussiennes commençaient à envahir le territoire. Le soir du 10 août 1792, juste après la prise des Tuileries, l'Assemblée législative suspendit le roi par décret et renvoya ses ministres, puis décida d'élire six nouveaux ministres, le secrétaire du conseil et le gouverneur du prince royal; une liste de noms présentés à la tribune par les membres de l'Assemblée, devaient être élus en fonction du nombre de voix par assis et levée, puis par appel nominal en cas de doute. La majorité absolue était de 243 voix.
Le même jour, Georges Jacques Danton fut élu au ministère de la Justice par 222 voix, Gaspard Monge au ministère de la Marine par 154 voix et Lebrun-Tondu au ministère des Affaires étrangères par 109 voix et après un second vote. Grouvelle fut élu secrétaire du conseil. Le 11 août, trois ministres girondins renvoyés par Louis XVI furent proposés et élus par assis et levés: Jean-Marie Roland au ministère de l'Intérieur, Joseph Servan au ministère de la Guerre, et Étienne Clavière au ministère des Contributions et des Revenus publics.
Réuni le 13 août, le « Conseil exécutif provisoire », « formé de six ministres », se vit attribuer le 15, par décret de l'Assemblée, « toutes les fonctions de la puissance exécutive » (article 1), à l'exception du veto. L'Assemblée adopta en outre le principe d'une présidence tournante, semaine par semaine (article 3).
Le 26 septembre, le Conseil exécutif fut confirmé par la convention, ainsi que ses membres, avant d'interdire, le 29, aux députés d'en faire partie. Danton démissionna et fut remplacé par Garat, Servan par Jean-Nicolas Pache. Ayant opté pour le ministère, Roland demeura en place jusqu'à sa démission, le 22 janvier 1793, après une longue campagne contre lui.
Le Conseil exécutif joua un rôle majeur dans la conduite de la politique française, même si un grand nombre d'administrations demeuraient fidèles à la constitution de 1791 et si la Commune insurrectionnelle de Paris constituait un pouvoir concurrent. Aussi envoya-t-il des commissaires dans les départements et exigea-t-il le renouvellement de la Commune du 10 août.
Dominé par Roland après le départ de Danton, le Conseil fut affaibli à la fin de 1792 par l'hostilité des sans-culottes à l'égard du ministre de l'Intérieur et ses maladresses lors de la découverte de l'armoire de fer, ainsi que par l'opposition entre Roland et Pache. Aussi la Convention créa-t-elle un Comité de défense générale, également dominé par les Girondins, qui ne parvint cependant pas à instaurer une cohérence gouvernementale.
Les Montagnards parvinrent à faire nommer Gohier à la Justice, mais ne purent éviter l'éviction de Pache au profit de Beurnonville en février 1793 ni la confirmation de Garat, qui assurait l'intérim de l'Intérieur après la démission de Roland.
Après la constitution du comité de salut public le 6 avril 1793, les ministres du Conseil exécutif furent réduits au rang de commis. Dalbarade succéda à Monge, tandis que Jean-Baptiste Bouchotte, nommé après la livraison de Beurnonville par Dumouriez aux Autrichiens, conservait le ministère de la Guerre.
Après le 2 juin, Destournelles fut nommé ministre des Contributions et des Revenus publics, Deforgues aux Affaires étrangères et Paré à l'Intérieur.
Le Conseil exécutif fut supprimé le 12 germinal an II (1er avril 1794) et remplacé le 1er floréal (20 avril) par douze Commissions exécutives dépendantes du Comité de salut public.
Il faudra attendre le 26 octobre 1795, avec l'entrée en application de la Constitution de l'an III, pour qu'un exécutif distinct du législatif soit rétabli, avec l'institution d'un Directoire exécutif de cinq membres et le retour des ministres, ces derniers ne formant cependant plus un Conseil.

## Activité
En décembre 1792 et janvier 1793, le Conseil exécutif provisoire fut surtout occupé par la préparation du procès de Louis XVI.